# トーキョーライブ22時
トーキョーライブ22時 〜ニチヨルまったり生放送中〜（トーキョーライブにじゅうにじ ニチヨルまったりなまほうそうちゅう）は、テレビ東京系列で、2014年10月19日から2015年9月27日まで毎週日曜日21:54 - 22:48に放送されていた、生放送バラエティ番組。この項では、同時期に開始された弟番組『リトルトーキョーライブ』と、両番組開始前に特別番組として放送された『トーキョーライブ24時 〜ジャニーズが生で悩み解決できるの!?〜』にも触れる。

## 概要
2014年3月31日から4月11日まで、毎週月 - 金曜日 23:58 - 翌0:55にテレビ東京開局50周年を記念した2週間の平日深夜限定の特別番組として『トーキョーライブ24時 〜ジャニーズが生で悩み解決できるの!?〜』が放送された。「テレビと視聴者がつながる」をコンセプトにグループが異なるジャニーズの5人が各曜日を担当し、視聴者からの悩みにこたえるという番組内容。テレビ東京の旧社屋が東京タワー付近に存在していたことにちなんで東京タワーの大展望台から生放送されCMのタイミングや音声の調整はMCが担当した。
この特番が2014年4月度のギャラクシー賞月間賞、「ソーシャルテレビ・アワード 2014」の特別賞を受賞。
その後、番組のレギュラー化が決定され、これまでの『ソロモン流』の枠（毎週日曜日の21:54 - 22:48）で2014年10月19日から『トーキョーライブ22時 〜ニチヨルまったり生放送中〜』として復活した。テレビ東京における19時から23時の時間帯に生放送のバラエティ番組が編成されるのは、『徳光和夫の情報スピリッツ』が終了して以来10年ぶり。なお、東京タワーの営業時間が放送時間と6分だけ被る（番組開始は21時54分。東京タワーの閉館は22時）ためにセットが設置できず、テレビ東京本社受付の隣にメインのセットを設置する体制に変更した。
ジャニーズの5人の他に、テレビ東京の新マスコットであるバナナ社員のナナナがアシスタントを務めている。通常はしゃべらないが、この番組のみ会話ができる。
メインの企画は、週替わりMCが視聴者から募集した悩みの中から一つを選び、解決策を視聴者投票で決めるトーヒョーライブが中心となる。その他のコーナーでも視聴者投票を行うものが多い。
レギュラー放送開始後は平日14時から17時30分に、一般者が入場して番組のセットを見学できるようになっている。
オープニングテーマは少年ナイフの『Top of the world』
『全仏オープンテニス2015』期間中は中継放送が入り、試合の進行状況で延長し、休止する可能性もあったため生放送ではなく事前収録による放送となった、2015年5月24日は通常通り放送され、5月31日も当初は通常通り放送予定だったが、『全仏オープンテニス2015・男子シングルス4回戦「錦織圭×ガバシュビリ」』を中継したため、休止となった。
2015年5月からスタジオを飛び出して東京各地の飲み屋街からの生放送となった。しかし、それにより周囲に混乱を引き起こしたことから、7月5日からはテレビ東京玄関前からの放送に戻した。8月からは事前収録で放送するようになり、9月27日の放送で突如終了が発表され、10月18日からナナナを除いた出演者全員が続投した新番組『〜突撃!はじめましてバラエティ〜イチゲンさん』に変わることが発表された。

## 出演者
後番組『〜突撃!はじめましてバラエティ〜イチゲンさん』にも引き続き出演。
特番時
- 月曜日 - 小山慶一郎（NEWS）「職場の悩み」
- 火曜日 - 松岡昌宏（TOKIO）「男の悩み」
- 水曜日 - 相葉雅紀（嵐）「女性の悩み」
- 木曜日 - 堂本剛（KinKi Kids）「寂しい人の悩み」
- 金曜日 - 安田章大（関ジャニ∞）「都会になじめない悩み」
- ナナナ
  - 声 - 博多大吉
  - パペット操作 - GO!皆川

他、中継などでテレビ東京の女子アナウンサーが適宜出演している。

レギュラー後
上記の5人が週替わりで担当。ナナナも続投。

## コーナー・企画
特番時
みんなでお悩み解決!トーヒョーライブ
MCが悩み投稿者に生電話。お悩みの詳細・解決選択肢を聞き出した上で複数（2〜4択）提示。テレビのデータ放送（系列局のみ）とLINEアプリを使い視聴者に投票してもらう。相談者が「スカッと大解決」と判断した時は、MCにご褒美が進呈される。
いるなら会いたい!シューゴーライブ
各曜日のMCが会ってみたい人を募集、生放送中にテレビ東京前に来てもらう。来てもらった人にはテレビ東京マスコットキャラクター「ナナナ」のステッカーが進呈（第3回目以降）されるが、番組終了後の帰宅については自己責任となる。
出張!グチワゴン
中継をつないで番組MCが酔っ払いのグチを聞く。ただし、4月4日放送の第5回で参加者が本番前に逃げ出し、その後の会議でもめたことから翌週より中止となった。
一言メッセージ
その日の悩みのジャンルにちなんだテーマに沿った一言のメッセージを視聴者が投稿し、そのメッセージをエンディングで紹介する。
ロンリーナイト盛り上げ隊
木曜日のみ行われたコーナー。「寂しい人を元気づける」名目のもと悩みを投稿した一人暮らしの視聴者宅からの中継を行う。レギュラー後も不定期に登場する。サンバカーニバルの女性3人と外国人の男性(シャンパンを開ける係)がおり、車中ではやる気がなくテンションも低く携帯や髪をいじったりアメリカンドッグを食べてたりする姿を堂本剛がアナウンサーに「ようその空気耐えて乗ってますね」と尋ね、ナナナからは「この絵面だけだと強制送還みたい」と言われた。
レギュラー後
みんなでお悩み解決!トーヒョーライブ
特番時と体制は同じで、相談者が「スカッと大解決」と判断した時は、MCに都内の名店の料理が特別にデリバリーで進呈される。
意識調査 私って変ですか？あるなしライブ
2014年12月21日より開始のコーナー。番組に寄せられる相談内容に”これって私だけでしょうか”と日常生活の悩みが多かったことから、ありorなしの視聴者投票を行う。MCはどのくらい割合があるかを予想し、誤差前後10％以内を目指す。
ギャル夫企画
2014年11月9日放送分で「41歳でギャル男になってしまった夫をどうにかして欲しい」というお悩みが来てトーヒョーの結果「ギャル男を極める」という結果になり以降定期的にギャル夫本人を追う他、40代でギャル男になりたい男性を募集するコーナーが始まった。
NGなしよ！アンサーライブ
番組冒頭にテレビ東京本社玄関前で実施。番組に寄せられたMCへの質問100個をボードにまとめ、MCがめくって選んだ10個の質問に全て答えないと番組が始まらない。屋外なので、冬場は極寒の中で行われる。この時のみ、ナナナは着ぐるみのサイズとなる。

### 特番時の放送リスト
| 回 | 放送日              | みんなでお悩み解決!トーヒョーライブ | みんなでお悩み解決!トーヒョーライブ | いるなら会いたい!シューゴーライブ | 一言メッセージ               | 出演者                               |
| 回 | 放送日              | テーマ                              | お悩み内容 | いるなら会いたい!シューゴーライブ | 一言メッセージ               | 出演者                               |
| -- | ------------------- | ----------------------------------- | --- | --------------------------------- | ---------------------------- | ------------------------------------ |
| 1  | 2014年3月31日（月） | 職場の悩み                          | - 「職場の上司が素肌にYシャツを着るので汗でスケて困る!」（32歳） - 「芸人になると言い出した55歳の息子とコンビを組むことに…どうしたらいい?」（77歳） - 「仕事中につい男の人の股間を見てしまう……私ってヘンタイですか?」（27歳） | ニュースになった事がある人        | 私が会社を辞めたくなった瞬間 | 小山慶一郎、斉藤一也                 |
| 2  | 2014年4月1日（火）  | 男の悩み                            | - 「一目惚れした女のコにどう声をかけたらいい?」（20歳） - 「超モテモテのモデル系だけど夢とかない俺ってヤバイすか?」（20歳） - 「彼氏が男と浮気してるかもしれない……」（53歳）                                                  | 世界一になったことがある人        | 女ならよかったのにと思う瞬間 | 松岡昌宏、島田弘久                   |
| 3  | 2014年4月2日（水）  | 女性の悩み                          | - 「恋愛経験ゼロの私ガールズトークで浮いてしまう……」（26歳） - 「超ストーカー気質の私もう恋愛しない方がいい?」（33歳） - 「中3の息子と一緒にお風呂何か問題ありますか?」（45歳）                                               | すごい経歴を持っているオネエ      | 男ならよかったのにと思う瞬間 | 相葉雅紀、小島秀公、大久保佳代子     |
| 4  | 2014年4月3日（木）  | 寂しい人の悩み                      | - 「母と母の彼氏に実家を追い出された」（21歳） - 「寂しくてつい……お母さんのおしりの匂いを嗅いでしまう」（20歳） - 「実の父親じゃないってとっくに気付いているのに……」（29歳）                                                  | 堂本剛に似ている人                | あなたが「寂しい」と思う瞬間 | 堂本剛、野沢春日                     |
| 5  | 2014年4月4日（金）  | 都会になじめない悩み                | - 「福島から上京3ヶ月 一本も指名が取れないホスト」（26歳） - 「上京して16年、いまだに東京の行列にイラつく」（34歳） - 「イケてる友達にアニメ好きをカミングアウトできない」（30歳）                                            | この春、上京してきたミス○○        | 田舎に帰りたくなった瞬間     | 安田章大、板垣龍佑                   |
| 6  | 2014年4月7日（月）  | 職場の悩み                          | - 「全員イライラ 最悪職場 ずっと放置されている私って……」（30歳） - 「クロワッサンが上手に食べられません……」（39歳） - 「超熱血の年下上司に怒鳴られすぎて心が折れそう……」（38歳）                                              | タレント名鑑に載っている人        | 仕事してて嬉しい瞬間         | 小山慶一郎、森田京之介、加藤シゲアキ |
| 7  | 2014年4月8日（火）  | 男の悩み                            | - 「相手にしてくれない息子たちと仲良くしたい」（54歳） - 「寝言がヘンすぎる夫がコワイ」（40歳） - 「声が女性みたいなボク…男らしく歌えない」（28歳）                                                                           | 元子役                            | 男でよかったと思う瞬間       | 松岡昌宏                             |
| 8  | 2014年4月9日（水）  | 女の悩み                            | - 「今カレ元カレ両方から求婚!気持ちが揺れています」（25歳） - 「夫をドキドキさせるため、壇蜜になりたい44歳主婦」（44歳） - 「55キロもヤセたのに「デブはちょっと…」とフラれた」（22歳）                                        | 美人すぎる○○                      | 女でよかったと思う瞬間       | 相葉雅紀                             |
| 9  | 2014年4月10日（木） | 寂しい人の悩み                      | - 「寂しさのあまり、自分がする全ての行動を実況中継してしまう」（20歳） - 「5歳の娘が夫に「ハゲたら遊ばない」宣言」（38歳） - 「仲良しの友達になぜか緊張。楽しくしたいのに……」（20歳）                                         | 堂本剛と誕生日が同じ人            | 一番ほっとする瞬間           | 堂本剛                               |
| 10 | 2014年4月11日（金） | 都会になじめない悩み                | - 「スタバで緊張。頼み方が難しすぎる」（31歳） - 「大阪に住んで6年。いまだにノリも言葉も恐い」（23歳） - 「広島出身。東京のティッシュ配りがプロすぎる。断れない」（23歳）                                                     | この2週間でハッピーになった人     | トーキョーライブ2週間の感想  | 安田章大、大岡優一郎                 |

## ネット局

### 特番時
| 放送対象地域  | 放送局         | 系列           | 放送日時                 | 備考       |
| ------------- | -------------- | -------------- | ------------------------ | ---------- |
| 関東広域圏    | テレビ東京     | テレビ東京系列 | 月 - 金曜 23:58 - 翌0:55 | 制作局     |
| 北海道        | テレビ北海道   | テレビ東京系列 | 月 - 金曜 23:58 - 翌0:55 | 同時ネット |
| 愛知県        | テレビ愛知     | テレビ東京系列 | 月 - 金曜 23:58 - 翌0:55 | 同時ネット |
| 大阪府        | テレビ大阪     | テレビ東京系列 | 月 - 金曜 23:58 - 翌0:55 | 同時ネット |
| 岡山県 香川県 | テレビせとうち | テレビ東京系列 | 月 - 金曜 23:58 - 翌0:55 | 同時ネット |
| 福岡県        | TVQ九州放送    | テレビ東京系列 | 月 - 金曜 23:58 - 翌0:55 | 同時ネット |
| 滋賀県        | びわ湖放送     | 独立局         | 月 - 金曜 23:58 - 翌0:55 | 同時ネット |
| 奈良県        | 奈良テレビ     | 独立局         | 月 - 金曜 23:58 - 翌0:55 | 同時ネット |
| 和歌山県      | テレビ和歌山   | 独立局         | 月 - 金曜 23:58 - 翌0:55 | 同時ネット |

### レギュラー放送時
| 放送対象地域  | 放送局         | 系列           | 放送日時               | 備考       |
| ------------- | -------------- | -------------- | ---------------------- | ---------- |
| 関東広域圏    | テレビ東京     | テレビ東京系列 | 毎週日曜 21:54 - 22:48 | 制作局     |
| 北海道        | テレビ北海道   | テレビ東京系列 | 毎週日曜 21:54 - 22:48 | 同時ネット |
| 愛知県        | テレビ愛知     | テレビ東京系列 | 毎週日曜 21:54 - 22:48 | 同時ネット |
| 大阪府        | テレビ大阪     | テレビ東京系列 | 毎週日曜 21:54 - 22:48 | 同時ネット |
| 岡山県 香川県 | テレビせとうち | テレビ東京系列 | 毎週日曜 21:54 - 22:48 | 同時ネット |
| 福岡県        | TVQ九州放送    | テレビ東京系列 | 毎週日曜 21:54 - 22:48 | 同時ネット |
| 岐阜県        | 岐阜放送       | 独立局         | 毎週日曜 21:54 - 22:48 | 同時ネット |
| 滋賀県        | びわ湖放送     | 独立局         | 毎週日曜 21:54 - 22:48 | 同時ネット |
| 奈良県        | 奈良テレビ     | 独立局         | 毎週日曜 21:54 - 22:48 | 同時ネット |
| 和歌山県      | テレビ和歌山   | 独立局         | 毎週日曜 21:54 - 22:48 | 同時ネット |

- なお、独立局のネット局4局について、同時ネットとはいえあくまで番販ネットであり、自主編成のために臨時非ネットとすることがある[注釈 6]。

## スタッフ

### レギュラー時
- VTRナレーション：服部潤
- 構成：相澤昇、寺田智和、永井ふわふわ、福田卓也
- 美術：小野清菜
- デザイン：ニイルセン
- CG：ALEX
- 音効：小田切暁、浅井孟義
- デスク：渡邊京子
- 番宣：梅山文郁（テレビ東京）
- 美術協力：テレビ東京アート
- 技術協力：テクノマックス、スターコミュニケーションズ、港家、テーク・ワン、SWISH JAPAN
- 車輌：lBEX
- スタイリスト：四方修平、井元文子、内田あゆみ、渡辺奈央、吉田幸弘（週替わり）
- 企画：藤島ジュリーK.
- 協力：ジャニーズ事務所
- AD：吉田恵美、古川智、森田祥平、宮川栞、今井かす美、黒森結実、丸山奏絵、榎本香里、栗原拡、佐竹愛、比嘉愛佳、山田翔太、木村雅俊、作美彩香、田中英梨子、加藤理恵、岡元友里、山下翼、麻生達郎、斉藤彰一（週替わり）
- ディレクター：福本俊二・板川侑右（テレビ東京）、千葉昭、丸山仁、藤井敏嗣、田村海、生越直樹、国玉靖仁、小野哲司、甲斐将之（以前はAD）、井上康紀、長沢孝至、岩下英生、花房タロウ、西岡正純、秋山秀人、川田創、武井陽介、神山友和、今井雄大、河野拓馬、丸山憲司、増澤孝志、飯島拓哉、児玉アトム、中田一宏、岡部智明、神宮つとむ、吉澤弘介、大八木直、村松敬祐、松岡活美、かげやま竜彦、日比野大輔（週替わり）
- AP：田端李紗（テレビ東京）、中嶋希理子、波多野真代（波多野→途中から）、関本薫子（関本→以前はAD）
- プロデューサー：石井成臣・神山祐人（共にテレビ東京、神山→途中から）、都志修平（ジャニーズ事務所）/林鍾元、平敢夫、飯田進、小野元照、穴澤利香、早川賢司、飯田政夫、早坂香里（週替わり）
- 演出：小平英希（テレビ東京、以前はディレクター）、荻野和人
- 総合演出・プロデューサー：佐久間宣行（テレビ東京）[9]
- チーフプロデューサー：関光晴（テレビ東京）
- 制作協力：花組、Wood's Office、WHOOLEMAN、GOLDSHlP（週替わり）
- 制作著作：テレビ東京

### 過去のスタッフ
- VTRナレーション：銀河万丈（服部の代役）
- 技術：近藤剛史、佐原和彦（佐原→以前は中継）、鳥飼雄一、佐久間元貴（佐久間→以前は中継）
- SW：吉田和雄、丸山真平、吉田健吾、穂之上秀男、石田和良
- カメラ：丸山真平、末永尚享、穂之上秀男、藤本茂樹、西村光平、吉田健吾、吉田和雄、為末和寛、風間誠、徳織雅彦
- 映像：入江俊之、小出一貴、中山祐、辻源之、北村宏一、岩橋伸禎、百崎拓哉、長沼信明
- 中継：小川圭介
- 音声：松岡努、湯面由香里、永久保仁志
- 照明：高柴圭一、曽我秀樹、翁美希子、庄司鉄平、大郷智広
- ITインフラ：鶴岡秀展
- RCG：太田佳彦
- デジタルプロデュース：TVTOKYOCOMtxcom.jp
- TK：太田美沙、関井麻衣

### 特番放送時
- 構成：相澤昇、川上テッペイ、大西右人、福田卓也、福田雄一
- 技術：近藤剛史
- SW：田中寿子、野瀬一成（週替わり）
- カメラ：田中圭介、吉田健吾/西村光平、菊地裕介、段野祐一郎、千明裕史、丸山真平（週替わり）
- 映像：北村宏一/辻源之、佐藤誠二（週替わり）
- 音声：西山恵美子、永久保仁志/星川真視（週替わり）
- 照明：高柴圭一/曽我秀樹、庄司鉄平（週替わり）
- 中継：小峰信彦、小川圭介/水野暁夫、鳥飼雄一（週替わり）
- 美術プロデューサー：薬王寺哲朗
- 美術：小野清菜
- 美術進行：齋藤宗志、仙田拓也、小谷恵
- デザイン：ニイルセン
- CG：ALEX
- 音効：小田切暁、浅井孟義
- デスク：渡辺京子
- TK：太田美沙
- 番宣：梅山文郁（テレビ東京）
- デジタルプロデュース：TVTOKYOCOMtxcom.jp
- データ放送：鶴岡秀展/野崎秀人、太田佳彦、北村嘉邦、香月翔、田尾温子（週替わり）
- テロップ：安達真理子、香西勇
- 美術協力：テレビ東京アート/真野背景、東宝舞台、テレフィット、コマデン、ナカムラ綜美、東京衣装、山田かつら
- 技術協力：テクノマックス、昭特レントアクト、スターコミュニケーションズ、ラムダシステムズ
- 衣装協力：avance IMPORTCLOTHNG
- 企画：藤島ジュリーK.
- 協力：ジャニーズ事務所
- AD：森内智寛、甲斐将之、松岡活美、丸山泰絵
- テレビ東京Aサブ：柴幸伸・太田勇・矢部宏光（共にテレビ東京）
- ディレクター：木村健作・福本俊二・板川侑右（共にテレビ東京）、千葉昭、丸山仁、双津大地郎（途中まで）
- プロデューサー：石井成臣・水野亮太（テレビ東京）、都志修平（ジャニーズ事務所）、飯田進
- 演出・プロデューサー：佐久間宣行（テレビ東京）
- 制作協力：花組

## リトルトーキョーライブ
『トーキョーライブ22時』の弟番組『リトルトーキョーライブ』が2014年10月8日からテレビ東京系列にて毎週水曜日 23:58 - 翌0:45に生放送されている。中継はテレビ東京美術倉庫から。
番組開始から2015年6月24日までは『リトルトーキョーライブ〜みんなで作るいっぱいいっぱい生放送〜』として放送され、Hey! Say! JUMPとジャニーズWESTから交互に週替わりで3人と中継に1人登場し、アシスタントはオリジナルキャラのどりやん（声：川島明）が務めていた。
当時の内容はゲームの勝敗を生投票する企画や、視聴者の妄想シチュエーションをMCが演じる企画が中心となっていた。
2014年12月24日の30分拡大版放送では場所を東京ディズニーシーに移し、Hey! Say! JUMPとジャニーズWEST総勢16人が初めて一堂に会した。番組内では視聴者から募集した妄想デートをメンバー1人1人が演じ、誰が好感触だったかを視聴者投票で決める企画が実施された。この時、アシスタントのどりやんは不在で、番組進行をテレビ東京の繁田美貴アナウンサーが務めた。
2015年5月27日は前述の『全仏オープンテニス2015』の中継が行われ、試合の進行状況で延長する可能性があるため、5月24日の『トーキョーライブ22時』同様に生放送ではなく事前収録による放送となった。
2015年7月1日からは『リトルトーキョーライフ』に改題した。出演者は継続されたが、内容はHey! Say! JUMPとジャニーズWESTが視聴者から寄せられた疑問等に体を張って解いていくロケ番組（収録）になった。

### 放送局
| 放送対象地域  | 放送局         | 系列           | 放送日時                         | 備考       |
| ------------- | -------------- | -------------- | -------------------------------- | ---------- |
| 関東広域圏    | テレビ東京     | テレビ東京系列 | 毎週木曜 0:12 - 1:00（水曜深夜） | 制作局     |
| 北海道        | テレビ北海道   | テレビ東京系列 | 毎週木曜 0:12 - 1:00（水曜深夜） | 同時ネット |
| 愛知県        | テレビ愛知     | テレビ東京系列 | 毎週木曜 0:12 - 1:00（水曜深夜） | 同時ネット |
| 大阪府        | テレビ大阪     | テレビ東京系列 | 毎週木曜 0:12 - 1:00（水曜深夜） | 同時ネット |
| 岡山県 香川県 | テレビせとうち | テレビ東京系列 | 毎週木曜 0:12 - 1:00（水曜深夜） | 同時ネット |
| 福岡県        | TVQ九州放送    | テレビ東京系列 | 毎週木曜 0:12 - 1:00（水曜深夜） | 同時ネット |
| 和歌山県      | テレビ和歌山   | 独立局         | 毎週木曜 0:12 - 1:00（水曜深夜） | 同時ネット |
| 滋賀県        | びわ湖放送     | 独立局         | 毎週水曜 23:58 - 翌0:45          | 遅れネット |